# Nardu Farrugia
Nardu Farrugia (23 novembre 1956) è un ex calciatore maltese.

## Carriera

### Nazionale
Ha collezionato 18 presenze con la propria Nazionale.